# Arthur Grant
Arthur Grant (* 1915 in Surrey; † 1972 in London) war ein britischer Kameramann.

## Leben
Arthur Grant war ab 1935 als Kameraassistent beim Film. Bis zu seinem Wechsel zu den Hammer Film Productions verdient sein Werk kaum Beachtung. Grant wurde in der Nachfolge von Jack Asher zum Spezialisten für Horrorfilme und war bis zu seinem Karriereende nur selten in anderen Genres tätig. Sein Schaffen umfasst über 100 Produktionen.

## Filmografie (Auswahl)
- 1946: Der grüne Finger (The Green Finger)
- 1947: Die Weber von Bankdam (The Master of Bankdam)
- 1947: Echo der Liebe (The Glass Mountain)
- 1950: Das Drachenschloß (The Dragon of Pendragon Castle)
- 1952: Die Tapferen weinen nicht (The brave don’t cry)
- 1955: Verliebt in eine Königin (John and Julie)
- 1955: On the Twelfth Day
- 1956: Ramsbottom Rides Again
- 1957: Yeti, der Schneemensch (The Abominable Snowman)
- 1958: Immer Ärger in der Army (Up the creek)
- 1958: Verrat in Camp 127 (Danger within)
- 1959: Feinde von gestern (Yesterday’s enemy)
- 1959: Zone des Schweigens (Cone of Silence)
- 1959: Die Würger von Bombay (The Stranglers of Bombay)
- 1960: Hetzjagd (Hell is a City)
- 1960: Terror der Tongs (The Terror of the Tongs)
- 1960: Der Fluch von Siniestro (The Curse of the Werewolf)
- 1961: Schatten einer Katze (The Shadow of the Cat)
- 1961: Das Rätsel der unheimlichen Maske (The Phantom of the Opera)
- 1961: Die Bande des Captain Clegg (Captain Clegg)
- 1961: Piraten am Todesfluß (The Pirates of Blood River)
- 1962: Jigsaw
- 1962: Cash on Demand
- 1962: Sie sind verdammt (The Damned)
- 1963: Haus des Grauens (Paranoiac)
- 1963: 80.000 Suspects
- 1963: Das alte finstere Haus (The Old Dark House)
- 1964: Dschungel der Schönheit (The Beauty Jungle)
- 1964: Das Grab der Lygeia (The Tomb of Ligeia)
- 1965: Dolche in der Kasbah (Where the spies are)
- 1966: Frankenstein schuf ein Weib (Frankenstein Created Woman)
- 1966: Der Fluch der Mumie (The Mummy’s Shroud)
- 1966: Nächte des Grauens (The Plague of the Zombies)
- 1966: Der Teufel tanzt um Mitternacht (The Witches)
- 1967: Das grüne Blut der Dämonen (	Quatermass and the Pit)
- 1967: Robin Hood, der Freiheitsheld (A Challenge for Robin Hood)
- 1968: Draculas Rückkehr (Dracula Has Risen From the Grave)
- 1968: Die Braut des Teufels (The Devil Rides Out)
- 1969: Frankenstein muß sterben (Frankenstein Must Be Destroyed)
- 1969: Wie schmeckt das Blut von Dracula? (Taste the Blood of Dracula)
- 1969: Vergiß oder stirb (Run a Crooked Mile)
- 1971: Das Grab der blutigen Mumie (Blood from The Mummy‘s Tomb)
- 1972: Dämonen der Seele (Demons of the Mind)
- 1972: The Fear – Angst in der Nacht (Fear in the Night)